# Conseil des ministres de la Communauté de développement d'Afrique australe
Le Conseil des ministres (CoM) est une institution de la Communauté de développement d'Afrique australe créée par l'article 11 de son traité fondateur,.

## Organisation

### Composition
Le traité dispose, en son article 11(1),que le CoM est composé d'un ministre par État membre. Le ministre invité à siéger est, de préférence, le ministre des Affaires étrangères ou extérieures. Avant 2001, le traité indiquait une préférence pour les ministres de la planification économique et des finances.
Toutefois, la pratique diffère et il n'y a pas de limite au nombre de ministres présent aux réunions. Selon M. Nyathi, il peut ainsi y avoir de deux à cinq ministres par État membre.
Ainsi, lorsque le Secrétaire exécutif de la CDAA envoie l'agenda des réunions du Conseil, il s'adresse aux différents points de contact nationaux. Chaque État membre détermine ensuite le ministre envoyé à la réunion en question (généralement celui dont le portefeuille couvre le sujet à l'agenda).

### Réunions
Le CoM se réunit quatre fois par an minimum. Avant 2001, le nombre minimum de réunions était de deux. Dans les faits, toutefois, le CoM a deux réunions principales en février (adoption du budget) et en août (après la réunion du Sommet).
Les décisions sont prises par consensus.

## Compétences
Le CoM dispose de compétences propres et de compétences déléguées.
Les compétences propres sont :
- la supervision et le développement de la CDAA ;
- la mise en œuvre des politiques de la CDAA et des programmes ;
- le conseil au Sommet sur les politiques et le développement de la CDAA ;
- l'approbation des politiques, stratégies et programmes de travail ;
- la direction, coordination et supervision des activités des institutions ;
- de recommander la création de directions, comités, institutions et organes au Sommet ;
- de créer ses propres comités si nécessaire ;
- de développer et mettre en œuvre l'Agenda commun de la CDAA et les priorités stratégiques ; et
- d'organiser des conférences et réunions pour promouvoir les objectifs et programmes de la CDAA.

Les compétences déléguées le sont par le Sommet. Il s'agit de compétences secondaires.

## Sources